# Martin Kruse
Martin Kruse (* 21. April 1929 in Lauenberg, Landkreis Northeim, Provinz Hannover; † 29. April 2022 in Berlin) war ein deutscher evangelisch-lutherischer Theologe und Bischof sowie Ratsvorsitzender der Evangelischen Kirche in Deutschland.

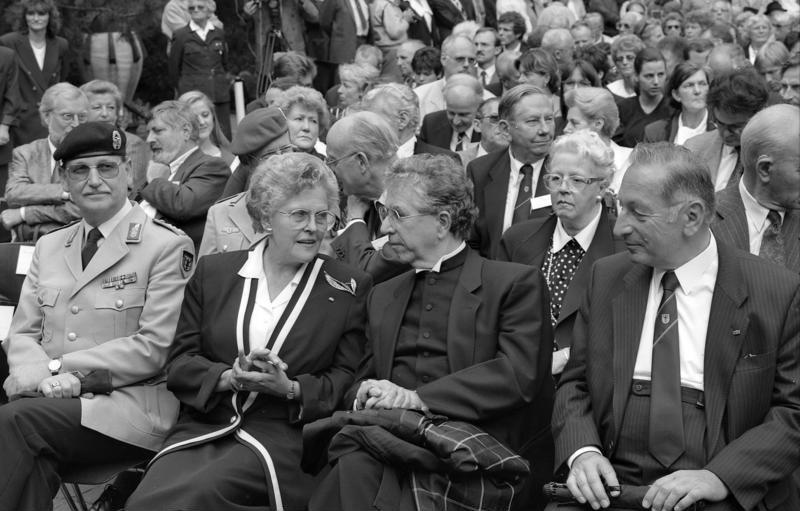
Martin Kruse neben Hanna-Renate Laurien 1991 bei der Feierstunde in der Gedenkstätte Plötzensee

## Leben und Wirken
Martin Kruse wurde als zweites von sieben Kindern (fünf Brüder, eine Schwester) eines lutherischen Pfarrers geboren und wuchs von 1931 bis 1938 in Sülzhayn (Thüringen), von 1938 bis 1947 in Lingen im Emsland auf. Einer seiner Brüder war der Kirchenmusiker Helmut Kruse.
Gegen Ende des Zweiten Weltkrieges wurde Kruse zum Volkssturm eingezogen. Nach dem Abitur am Gymnasium Georgianum in Lingen studierte er von 1947 bis 1953 Evangelische Theologie an den Universitäten Mainz, Heidelberg, Bethel und Göttingen. Er trat in den Dienst der Evangelisch-lutherischen Landeskirche Hannovers und absolvierte das Vikariat in Adelheide (heute Stadtteil von Delmenhorst), Linz in Österreich und am Predigerseminar in Loccum.
1957 übernahm Kruse das Referat Jugendbildung an der Evangelischen Akademie Loccum und wurde dort Studienleiter und 1960 Stiftsprediger. Von 1964 bis 1970 war er Konventualstudiendirektor des Loccumer Predigerseminars. Mit einer Arbeit über Philipp Jacob Spener (1635–1705) promovierte er 1969 bei Heinrich Bornkamm in Heidelberg zum Doktor der Theologie. 1970 erhielt Kruse die Ernennung zum Landessuperintendenten des Sprengels Stade. Von 1975 bis 1976 war er zudem Vorsitzender des Evangelischen Dorfhelferinnenwerks Niedersachsen e. V.

### Wirken als Bischof
Von 1977 bis 1994 war er Bischof der Evangelischen Kirche von Berlin-Brandenburg, bis 1991 in der West-Region, danach für die gesamte Landeskirche. Außerdem war er von 1985 bis 1991 Vorsitzender des Rates der Evangelischen Kirche in Deutschland.

#### Engagement im Hausbesetzerkonflikt
Nachdem im September 1981 im Rahmen einer Großaktion der Polizei der Hausbesetzer Klaus-Jürgen Rattay ums Leben kam, eskalierten die Unruhen. Doch neben den emotionalen Reaktionen wirkte das Geschehen auch als Schock auf allen Seiten und die sich verbreitende Besonnenheit führte auch zur Initiative des Regierenden Bürgermeisters Richard von Weizsäcker mit dem Ziel einer dauerhaften „friedlichen Lösung“ der Konflikte.
Bereits kurz nach dem tödlichen Vorfall hatte der Bischof am 8. Oktober 1981 einen Brief „an die evangelischen Christen in Berlin“ verfasst – mit der Einleitung:

„Wir stehen in diesen Wochen in einer harten Bewährungsprobe, als Stadt, als Kirche, als Christen. Keiner kann sich einfach heraushalten und so tun, als gingen ihn die Entwicklungen und Auseinandersetzungen in unsrer Stadt nichts an. Stärker als in irgendeiner Stadt der Bundesrepublik ist uns bewußt: wir sitzen in einem Boot, es geht um unsere gemeinsame Zukunft.“

Der Bischof beauftragte noch im Oktober 1981 den Synodalen und Rechtsanwalt Rainer Papenfuß „als glaubwürdiger Vermittler ein Gespräch mit den Konfliktparteien in Gang zu bringen.“ Die Initiative des Bischofs wurde von der Synode der Evangelischen Kirche in Berlin am 14. November 1981 unterstützt.
In einem von zahlreichen Wechselfällen begleiteten Prozess gelang es, mit der Organisation Netzwerk Selbsthilfe als Vermittler zu den Hausbesetzern den alternativen Sanierungsträger STATTBAU zu gründen, mit dem eine große Anzahl besetzter Häuser saniert und legalisiert werden konnte und die „friedliche Lösung“ bis 1990 abgeschlossen war.

#### Nach dem Mauerfall
Einem breiten Publikum wurde er als regelmäßiger Sprecher der ARD-Sendung Das Wort zum Sonntag bekannt, u. a. der ersten Sendung nach dem „Mauerfall“.
Ab 1994 lebte Kruse im Ruhestand in Berlin. Sein Nachfolger im Bischofsamt wurde Wolfgang Huber.
Kruse war seit 1959 mit Marianne Kittel verheiratet. Sie waren Eltern von zwei Töchtern und zwei Söhnen.
Er starb in der Nacht zum 29. April 2022 im Alter von 93 Jahren. Sein Grab befindet sich auf dem Evangelischen Kirchhof Nikolassee (Feld J-01 39+40).

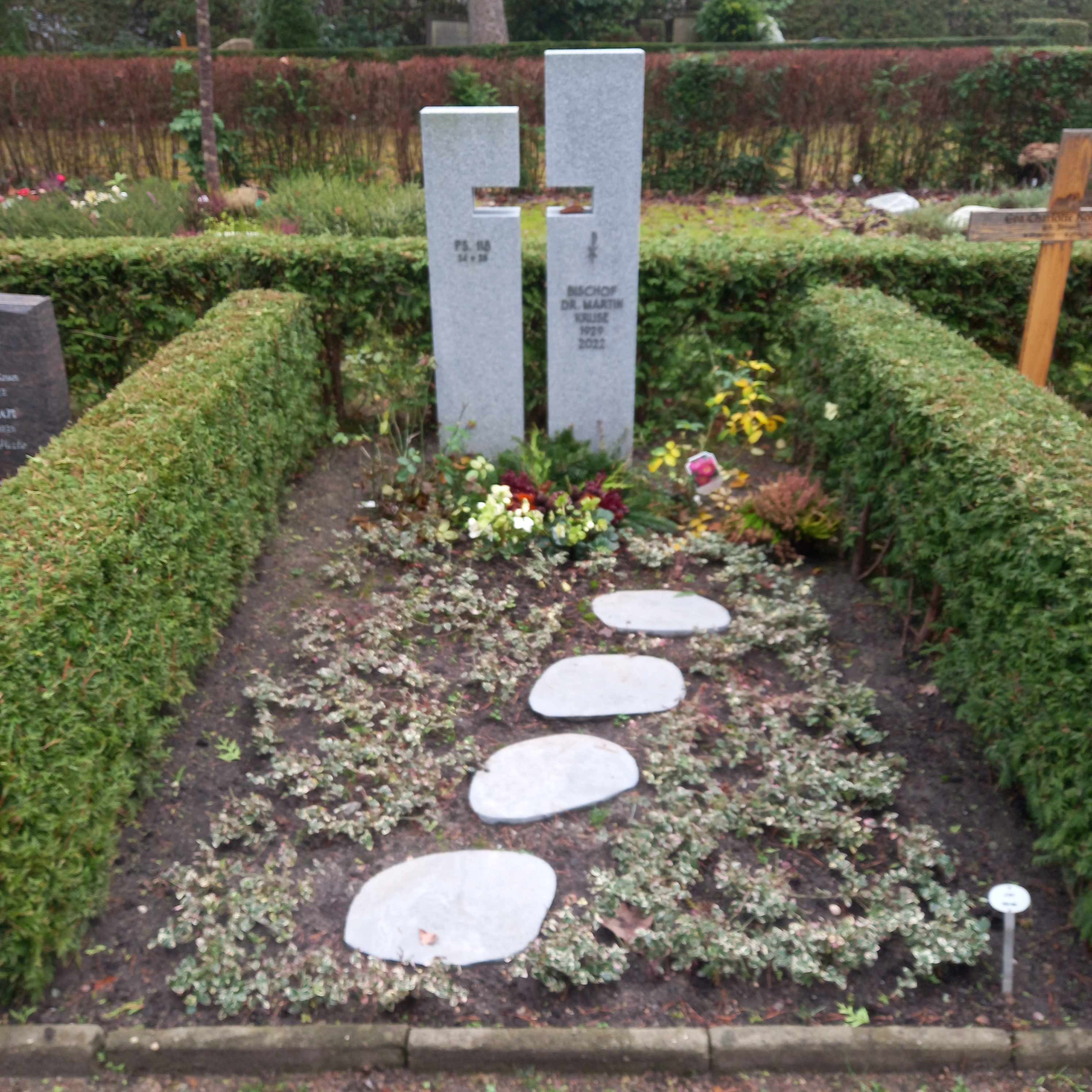
Das Grab von Martin Kruse auf dem Evangelischen Kirchhof Nikolassee in Berlin

## Auszeichnungen
- 1998 Stadtältester von Berlin
- 2011 Verdienstorden des Landes Brandenburg

## Publikationen
- Speners Kritik am landesherrlichen Kirchenregiment und ihre Vorgeschichte. Luther-Verlag, Witten 1971 (= Arbeiten zur Geschichte des Pietismus, 10).
- Hochwürden, 10 %. Hannover 1984.
- Vancouver für Berlin Versuch einer Bilanz, Wichern-Verlag GmbH, Berlin 1984.
- Wie geht es weiter mit der Kirche? Wetzlar 1985.
- Verführung zur Güte. 5. Auflage. Hannover 1i986.
- Blumen am Dienstag. Berlin 1989.
- Aufmerksamkeiten. 2. Auflage. Berlin 1991.
- Die Evangelische Kirche in Deutschland und ihre Vereinigung. Wetzlar 1991.
- Das Ganze im Blick behalten. Wetzlar 1991.
- Die Stalingrad-Madonna. Das Werk Kurt Reubers als Dokument der Versöhnung. Hannover 1996.
- Es kam immer anders. Erinnerungen eines Bischofs. Freiburg 2009, ISBN 978-3-7831-3411-7.